# 조선 시대 연표
다음은 조선의 주요 사건을 모아놓은 연대표이다.

## 연대표
| 연도        | 사건                                                        |
| ----------- | ----------------------------------------------------------- |
| 1392년      | 7월 조선건국 태조 이성계                                    |
| 1393년      | 국호를 조선으로 재정                                        |
| 1394년      | 경복궁 미완                                                 |
| 1394년      | 10월 한양 천도                                              |
| 1394년      | 조선 경국전 편찬                                            |
| 1398년      | 제1차 왕자의 난                                             |
| 1398년      | 9월 정종 조선 제 2대                                        |
| 1400년      | 제2차 왕자의 난                                             |
| 1400년      | 11월 태종 조선 제 3대 임금으로 등극                         |
| 1404년      | 개경에서 한양으로 재천도 (정종때 개경으로 다시 수도를 옮김) |
| 1404년      | 창덕궁 완공, 경복궁 완공                                    |
| 1408년      | 5월 태조 이성계 사망                                        |
| 1418년      | 8월 세종 조선 제 4대 임금으로 등극                          |
| 1421년      | 집현전 확대 개편                                            |
| 1446년      | 한글 반포 (훈민정음)                                        |
| 1450년      | 2월 문종 조선 제 5대 임금으로 등극                          |
| 1450년      | 고려사 완성                                                 |
| 1452년      | 5월 단종 조선 제 6대 임금으로 등극                          |
| 1455년      | 6월 세조 조선 제 7대 임금으로 등극                          |
| 1457년      | 9월 금성대군의 단종 복위 사건                               |
| 1460년      | 호전 복구                                                   |
| 1461년      | 형전 개편 완성                                              |
| 1462년      | 국방 강화 노력 (병기 제조 지시)                             |
| 1468년      | 원상제 탄생                                                 |
| 1468년      | 9월 예종 조선 제 8대 임금으로등극                           |
| 1469년      | 11월 성종 조선 제 9대 임금으로 등극                         |
| 1469년      | 호패법 폐지                                                 |
| 1479년      | 오여진 들 본거지 점령                                       |
| 1484-1489년 | 동국여지승람, 삼국사절요, 동문선 등 서적 출간               |
| 1485년      | 조선 법전 경국대전 완성                                     |
| 1494년      | 12월 연산군 조선 제 10대 임금으로 등극                      |
| 1498년      | 무오사화 발발                                               |
| 1504년      | 갑자사화 발발                                               |
| 1506년      | 중종반정                                                    |
| 1506년      | 9월 중종 조선 제 11대 임금으로 등극                         |
| 1512년      | 임신조약 체결                                               |
| 1512년      | 야인 내침                                                   |
| 1515년      | 조광조 등장                                                 |
| 1516년      | 주자도감 설치                                               |
| 1519년      | 반정공신 위훈 삭제 사건                                     |
| 1519년      | 기묘사화 발발                                               |
| 1536년      | 찬집청 설치                                                 |
| 1544년      | 11월 인종 조선 제 12대 임금으로 등극                        |
| 1545년      | 7월 명종 조선 제 13대 임금으로 등극                         |
| 1545년      | 을사사화 발발                                               |
| 1547년      | 양재역 벽서 사건                                            |
| 1555년      | 을묘왜변 발발                                               |
| 1559년      | 임꺽정 출몰                                                 |
| 1565년      | 문정왕후 사망                                               |
| 1567년      | 7월 선조 조선 제 14대 임금으로 등극                         |
| 1575년      | 사림간의 암투 (동인과 서인 분열)                            |
| 1583년      | 이탕개의 난                                                 |
| 1587년      | 왜군의 전라도 침입                                          |
| 1590년      | 조선 통신사 왜에 파견                                       |
| 1591년      | 건저의 문제로 서인 축소                                     |
| 1592년      | 4월 임진왜란 발발                                           |
| 1594년      | 훈련도감 설치                                               |
| 1594년      | 송유진의 난                                                 |
| 1596년      | 이탕개의 난                                                 |
| 1597년      | 정유재란 발발                                               |
| 1608년      | 2월 광해군 조선 제 15대 임금으로 등극                       |
| 1608년      | 창덕궁 준공                                                 |
| 1608년      | 선혜청 설치                                                 |
| 1609년      | 도쿠가와 막부와 송사약조 체결                               |
| 1611년      | 농지 조사 측량 (양전 실시)                                  |
| 1611년      | 청금록의 정인홍 이름 삭제                                   |
| 1612년      | 김직재의 옥                                                 |
| 1613년      | 칠서의 옥                                                   |
| 1615년      | 능창군 추대 사건                                            |
| 1615년      | 신경희 옥사                                                 |
| 1617년      | 폐모론 대두, 인목대비 폐비 (1618)                           |
| 1619년      | 강홍립 청에 투항                                            |
| 1623년      | 인조반정                                                    |
| 1623년      | 3월 인조 조선 제 16대 임금으로 등극                         |
| 1624년      | 이괄의 난                                                   |
| 1627년      | 정묘호란                                                    |
| 1636년      | 병자호란                                                    |
| 1649년      | 5월 효종 조선 제 17대 임금으로 등극                         |
| 1651년      | 김자점 역모 사건                                            |
| 1652년      | 어영청 개편 강화                                            |
| 1655년      | 국방력 증가 작업                                            |
| 1658년      | 나선정벌 (2차)                                              |
| 1659년      | 5월 현종 조선 제 18대 임금으로 등극                         |
| 1659년      | 기해예송                                                    |
| 1674년      | 갑인예송                                                    |
| 1674년      | 8월 숙종 조선 제 19대 임금으로 등극                         |
| 1680년      | 경신환국                                                    |
| 1689년      | 기사환국                                                    |
| 1694년      | 갑술환국                                                    |
| 1712년      | 백두산 정계비 세움                                          |
| 1720년      | 6월 경종 조선 제 20대 임금으로 등극                         |
| 1721년      | 연잉군 왕세제에 책봉                                        |
| 1722년      | 삼급수설 고변                                               |
| 1722년      | 신임사화                                                    |
| 1724년      | 8월 영조 조선 제 21대 임금으로 등극                         |
| 1725년      | 압슬형 폐지                                                 |
| 1727년      | 정미환국                                                    |
| 1728년      | 이인좌의 난                                                 |
| 1729년      | 감란록 지음                                                 |
| 1729년      | 숙묘보감 편찬                                               |
| 1732년      | 퇴도언행록 간행                                             |
| 1736년      | 경국대전 보강 (속대전)                                      |
| 1762년      | 사도세자 사사 1701년 무고의 옥                              |
| 1772년      | 탕평책 실시                                                 |
| 1776년      | 3월 정조 조선 제 22대 임금으로 등극                         |
| 1776년      | 규장각 설치                                                 |
| 1779년      | 규장각 검서각 설치                                          |
| 1780년      | 홍국영 축출                                                 |
| 1781년      | 규장각 확대                                                 |
| 1791년      | 신해박해                                                    |
| 1800년      | 7월 순조 조선 제 23대 임금으로 등극                         |
| 1801년      | 공노비 해방                                                 |
| 1801년      | 천주교 금지령                                               |
| 1802년      | 김조순의 여식 순원왕후 간택                                 |
| 1811년      | 홍경래의 난                                                 |
| 1827년      | 효명세자 (익종) 대리청정                                    |
| 1834년      | 11월 헌종 조선 제 24대 임금 등극                            |
| 1836년      | 남응용의 모반사건                                           |
| 1844년      | 민진용의 옥                                                 |
| 1845년      | 영국 군함 불법 측량 후 퇴거                                 |
| 1846년      | 프랑스 세실제독 함대가 국서 전달                            |
| 1849년      | 6월 철종 조선 제 25대 임금으로 등극                         |
| 1860년      | 동학 탄생                                                   |
| 1862년      | 진주 민란                                                   |
| 1863년      | 12월 고종 조선 제 26대 임금 등극                            |
| 1866년      | 병인박해 발발                                               |
| 1866년      | 제너럴 셔먼호 사건                                          |
| 1867년      | 경복궁 재건, 완공                                           |
| 1871년      | 신미양요 발발                                               |
| 1873년      | 흥선 대원군 하야                                            |
| 1875년      | 운요 (운양) 호 사건                                         |
| 1876년      | 강화도 조약 (조.일수호조규) 체결                            |
| 1881년      | 황준헌의 조선책략 유포                                      |
| 1882년      | 임오군란 발발                                               |
| 1882년      | 조.청 상민 수륙 무역 장정 체결                              |
| 1884년      | 갑신정변                                                    |
| 1894년      | 동학 농민 운동                                              |
| 1894년      | 전주화약 체결                                               |
| 1894년      | 청.일 전쟁발발                                              |
| 1894년      | 갑오개혁(김홍집1,2차 내각)                                  |
| 1895년      | 을미사변                                                    |
| 1895년      | 을미개혁 (김홍집 3,4차 내각)                                |
| 1896년      | 아관파천                                                    |
| 1897년      | 경운궁 환궁                                                 |
| 1897년      | 2월 고종황제 대한제국 초대 황제로 즉위                      |
| 1897년      | 독립협회의 의회 청원서 건의                                 |
| 1898년      | 관민, 만민공동회 개최                                       |
| 1898년      | 독립협회, 황국협회와 정부에 의해 해선                       |
| 1898년      | 조병식 보수 내각 수립                                       |
| 1898년      | 러.일 협약                                                  |
| 1898년      | 안경수의 황제 폐립 시도 사건                                |
| 1898년      | 김홍륙의 독살 시도 사건                                     |
| 1899년      | 대한제국 국제 반포                                          |
| 1904년      | 용암포 조차 사건                                            |
| 1904년      | 장호익 등의 황제 폐립 음모 사건                             |
| 1904년      | 러.일 전쟁 발발                                             |
| 1904년      | 한.일 협약 체결                                             |
| 1905년      | 제2차 한.일 협약 (을사늑약) 체결                            |
| 1905년      | 통감부 설치, 이토 히로부미 초대 통감으로 부임               |
| 1907년      | 한.일 신협약 (정미7조약) 체결                               |
| 1907년      | 한국군 해산                                                 |
| 1907년      | 헤이그 만국 평화 회의에 특사 파견                           |
| 1907년      | 헤이그 특사 사건을 계기로 고종황제 퇴위                     |
| 1907년      | 7월 순종 조선 제 27대 임금, 대한제국 제 2대 황제로 즉위     |
| 1909년      | 기유각서, 사법권과 경찰권 박탈                              |
| 1909년      | 기유각서, 사법권과 경찰권 박탈                              |
| 1909년      | 안중근의 이토 히로부미 사살                                 |
| 1909년      | 남한 대토벌 작전                                            |
| 1910년      | 데라우치 제3대 통감으로 부임                                |
| 1910년      | 8월 한.일 병합조약 (경술국치)                               |
| 1919년      | 3월 3.1운동                                                 |
| 1919년      | 사이토 마코토 조선 제 3대 총독 부임                         |
| 1919년      | 문화통치 표방                                               |
| 1920년      | 회사령 철폐                                                 |
| 1920년      | 산미증식 계획                                               |
| 1923년      | 관세 철폐                                                   |
| 1926년      | 4월 순종황제 붕어                                           |
| 1926년      | 6월 6.10 만세운동                                           |
| 1928년      | 신은행령 발표                                               |
| 1931년      | 만주 사변, 만주 괴뢰국 성립 푸이 추대)                      |
| 1932년      | 윤봉길 의사의 훙커우 공원 의거                              |
| 1941년      | 태평양전쟁 발발                                             |
| 1945년      | 8월 일본 이로히토 천황의 무조건 항복 해방                   |

## 같이 보기
- 조선
- 한국의 역사
- 동아시아 근대사 연표